# Schingen
Schingen (officieel, Fries: Skingen) is een terpdorp in de gemeente Waadhoeke, in de Nederlandse provincie Friesland. Schingen ligt tussen Dronrijp en Peins net ten noorden van de A31, aan de Schingervaart.
In 2023 had Schingen 110 inwoners.

## Geschiedenis

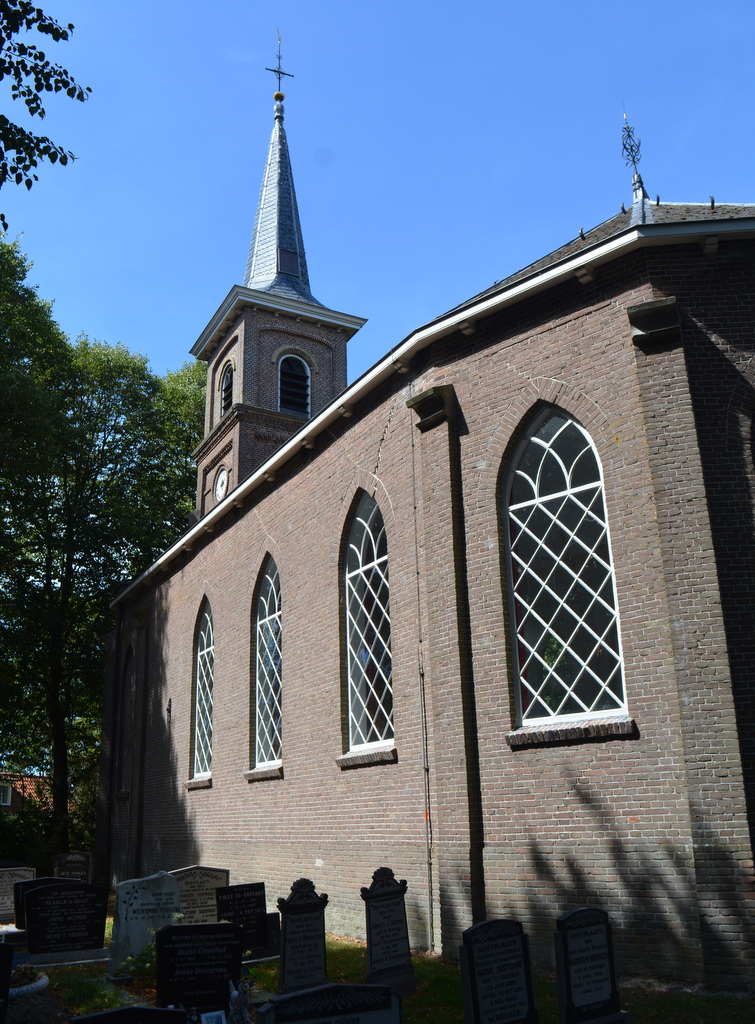
De Stevenskerk

Schingen bestond waarschijnlijk al rond het begin van de jaartelling. In de omgeving zijn overblijfselen uit de Romeinse tijd gevonden. In de 12e eeuw moet er al een kerk hebben gestaan. In 1877 werd begonnen met de bouw van een nieuwe kerk. In 2007 werd de kerk opgeknapt.
In de twaalfde eeuw kwamen de namen Scinghnum en Schengen voor, maar het is onduidelijk of deze namen op het huidige dorp Schingen slaan. In de 16e eeuw werd de plaats gespeld als Schinghen, Schingen en Scingen, De naam zou verwijzen naar de prehistorische waternaam 'Skinginô'.
Vroeger stonden in Schingen de states Wobbema en Blaauwhus. In 1983 werd een van deze twee gesloopt, wegens de aanleg van de snelweg van Leeuwarden naar Harlingen. De state Stehouders lag een stuk ten zuiden het dorp.

## Cultuur
Op cultureel vlak werken de dorpen Slappeterp en Schingen veel samen. Aan de Slappeterpsterdyk staat het gezamenlijke dorpshuis.

## Straten
Alddyk, Anemawei, Buorren, Slappeterpsterdyk en Wobbemaleane.

## Geboren in Schengen
- Christianus Schotanus (1603-1671), hoogleraar en historicus
- Johannes Jacobus Cannegieter (1841-1920), burgemeester
- Tjeerd Cannegieter (1846-1929), theoloog, predikant en hoogleraar